# PEC
PEC是理想电导体（Perfect Electric Conductor）的缩写。很长时间以来，PEC一直被用于天线的ground plane材料。
其优点有：
- 减少天线的背向辐射；
- 增加天线增益。

缺点有：
- PEC作为反射材料，反射波相对于入射波存在180度的相位变化。
- 当PEC附近存在辐射源时，它的表面会产生表面波。在天线阵列中，当多个天线个体公用同一个理想电导体材料ground plane，表面波会导致天线间的互相干扰（mutual coupling）。